# Aki Shimizu
志水アキ
Œuvres principales
Première œuvre : Blood sucker
Autres ouvrages :
- L'Escadrille des nuages
- Qwan

Aki Shimizu (志水 アキ, Shimizu Aki) est une mangaka, dessinatrice et chara-designer japonaise née un 16 octobre.

## Biographie
Elle commence sa carrière en 1995 en tant que dessinatrice pour différents magazines et chara-designer de jeux vidéo. En 2000 elle est la dessinatrice du manga Blood sucker (夜刀の神つかい, Yato no kami tsukai) avec Saki Okuse au scénario, publié par Gentosha Comics au Japon. Deux ans plus tard, elle publie son premier manga en tant que scénariste et dessinatrice avec Qwan (怪・力・乱・神クワン, Kai・Riki・Ran・Shin Kuwan) publié chez Media Factory.

## Travaux

### Magazines et jeux
- 1995 : Illustrations pour le magazine informatique Log In
- 1998 : chara-designer et boitier du jeu Windows After Devil Force
- 1999 : Chara-designer du jeu Windows First Queen: The New World
- 1999 : Illustrations de Yato no Kamitsukai pour Birz comics
- 2000 : Illustrations de Kumo no Graduale dans la Monthly Comic Flapper
- 2000 : Illustrations de plusieurs guides de jeux vidéo
- 2001 : Dessins pour le jeu de cartes Devil Children
- 2001 : Dessins pour le jeu de cartes Aquarian Age

### Mangas
- 2000-2007 : Blood sucker (夜刀の神つかい, Yato no kami tsukai?) (illustrations) avec Saki Okuse (scénario), 12 volumes, Comic Birz, Gentosha Comics
- 2001-2002 : L'Escadrille des nuages (雲のグラデュアーレ, Kumo no Guradyuāre?) (illustrations) avec Kihara Hirokatsu (scénario), 4 volumes, Media Factory
- 2002-2006 : Suikoden III, 11 volumes, Comic Flapper, Media Factory
- 2002-2008 : Qwan (怪・力・乱・神クワン, Kai・Riki・Ran・Shin Kuwan?), 7 volumes, Comic Flapper, Media Factory
- 2006 : Ikyō no Kusa (異郷の草　三国志連作集?), one shot, Comic Sangokushi Magazine, Media Factory
- 2007-2008 : Le coffre aux esprits (魍魎の匣, Mōryō no Hako?) (illustrations), 5 volumes, Comic Kwai, Kadokawa Shoten